# William Faithorne
William Faithorne el Viejo (en inglés: William Faithorne the Elder) (Londres, 1616 - Londres, 13 de mayo de 1691) fue un pintor y grabador inglés. 

## Biografía

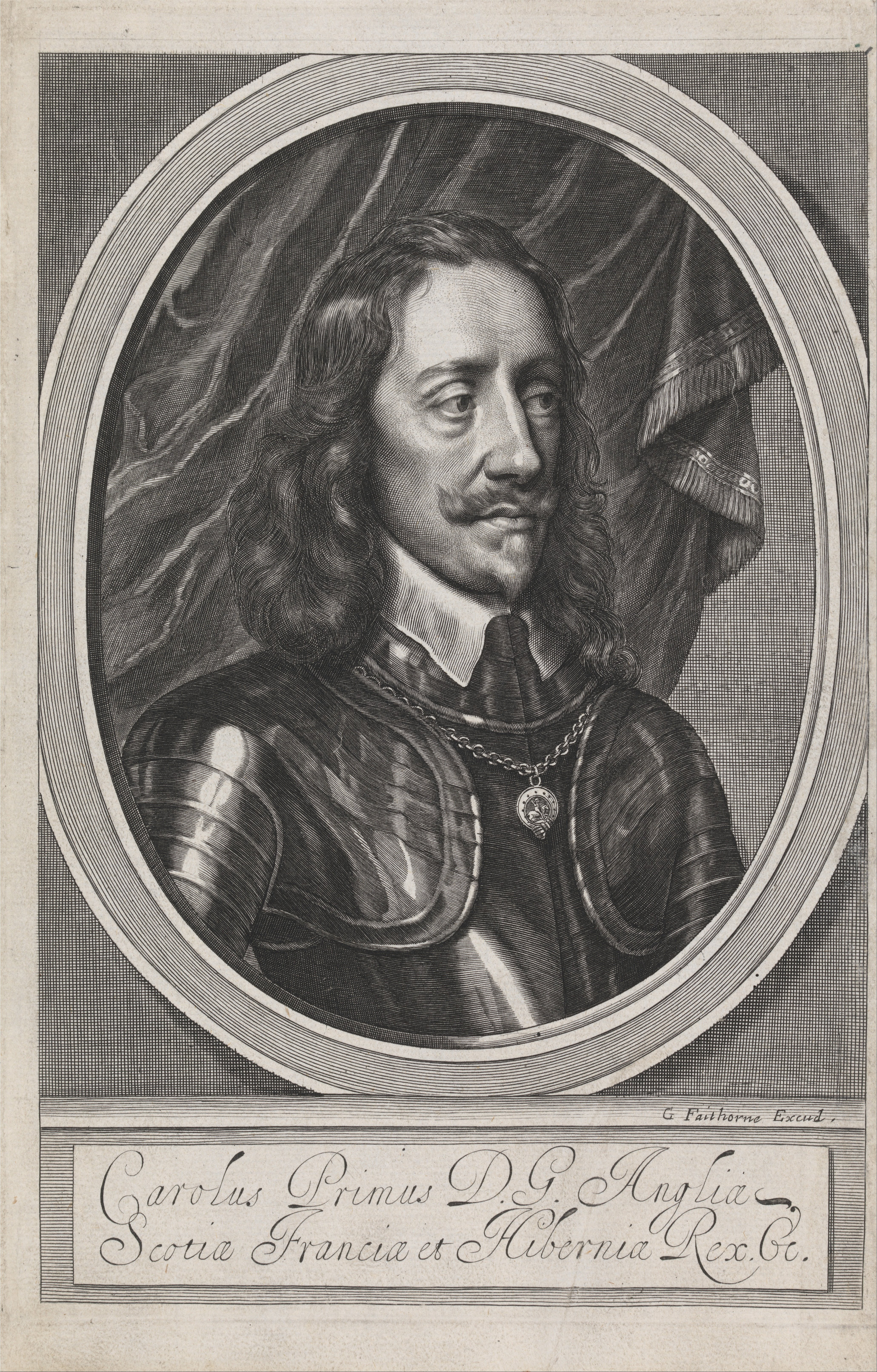
Carlos I (1658), Centro de Arte Británico de Yale

Fue alumno de William Peake, quien estaba al servicio del rey, por lo que al estallar la guerra civil fue hecho prisionero en Basing House y confinado por un tiempo en Aldersgate. Fue liberado con la condición de emigrar a Francia, donde estudió un tiempo con Robert Nanteuil. Regresó en 1650 y abrió una tienda en Temple Bar (Londres), donde ejerció su oficio de grabador al tiempo que vendía todo tipo de estampas. En 1680 se retiró a su casa de Blackfriars y continuó practicando únicamente el dibujo a color como afición.
Destacó sobre todo en el retrato, entre cuyas obras descuellan los de Henry Spelman, Oliver Cromwell, Henry Somerset, I duque de Beaufort, John Milton, Catalina Enriqueta de Braganza,  Ruperto del Rin, el cardenal Richelieu, Thomas Fairfax, Thomas Hobbes, Richard Hooker, Robert Devereux, II conde de Essex y Carlos I de Inglaterra.
En su obra se denota la influencia de Peter Paul Rubens, Claude Mellan, Simon Vouet y Laurent de La Hyre.
Su hijo William Faithorne el Joven fue también grabador.